# Cowles (Nebraska)
Cowles es una villa ubicada en el condado de Webster en el estado estadounidense de Nebraska. En el Censo de 2010 tenía una población de 30 habitantes y una densidad poblacional de 20,83 personas por km².

## Geografía
Cowles se encuentra ubicada en las coordenadas 40°10′17″N 98°26′57″O / 40.17139, -98.44917. Según la Oficina del Censo de los Estados Unidos, Cowles tiene una superficie total de 1.44 km², de la cual 1.44 km² corresponden a tierra firme y (0%) 0 km² es agua.

## Demografía
Según el censo de 2010, había 30 personas residiendo en Cowles. La densidad de población era de 20,83 hab./km². De los 30 habitantes, Cowles estaba compuesto por el 100% blancos, el 0% eran afroamericanos, el 0% eran amerindios, el 0% eran asiáticos, el 0% eran isleños del Pacífico, el 0% eran de otras razas y el 0% pertenecían a dos o más razas. Del total de la población el 0% eran hispanos o latinos de cualquier raza.